# David Edvardsson
David Edvardsson, né le 5 mars 2002 à Grebbestad en Suède, est un footballeur suédois qui évolue au poste de milieu central au Tromsø IL.

## Biographie

### En club
Né à Grebbestad en Suède, David Edvardsson commence le football avec le club local du Grebbestads IF avant de rejoindre le Malmö FF, où il poursuit sa formation. Le 9 décembre 2021, il signe son premier contrat professionnel avec Malmö.
Le 2 août 2022, Edvardsson est prêté par le Malmö FF à l'IFK Värnamo jusqu'à la fin de la saison afin de gagner en temps de jeu.
Il joue son premier match d'Allsvenskan, la première division suédoise, avec ce club face au Djurgårdens IF. Il entre en jeu à la place de Oscar Johansson et les deux équipes se neutralisent (0-0 score final).
Le 16 août 2024, David Edvardsson quitte définitivement le Malmö FF, où il n'aura joué aucun match en professionnel, et prend la direction de la Norvège afin de signer en faveur du Tromsø IL.

### En sélection
David Edvardsson représente la Suède en sélection, il commence avec les moins de 15 ans, jouant deux matchs en 2017.
David Edvardsson joue son premier match avec l'équipe de Suède espoirs le 12 novembre 2021 contre la Bosnie-Herzégovine. Il entre en jeu à la place de Carl Gustafsson et son équipe l'emporte par quatre buts à zéro.